# Cantone di Mourmelon-Vesle et Monts de Champagne
Il Cantone di Mourmelon-Vesle et Monts de Champagne è una divisione amministrativa dell'Arrondissement di Reims e dell'Arrondissement di Châlons-en-Champagne.
È stato costituito a seguito della riforma approvata con decreto del 21 febbraio 2014, che ha avuto attuazione dopo le elezioni dipartimentali del 2015.

## Composizione
Comprende i 37 comuni di:
- Aubérive
- Baconnes
- Beaumont-sur-Vesle
- Bétheniville
- Billy-le-Grand
- Bouy
- Chigny-les-Roses
- Dampierre-au-Temple
- Dontrien
- Époye
- Livry-Louvercy
- Ludes
- Mailly-Champagne
- Montbré
- Mourmelon-le-Grand
- Mourmelon-le-Petit
- Les Petites-Loges
- Pontfaverger-Moronvilliers
- Prosnes
- Rilly-la-Montagne
- Saint-Hilaire-au-Temple
- Saint-Hilaire-le-Petit
- Saint-Martin-l'Heureux
- Saint-Masmes
- Saint-Souplet-sur-Py
- Selles
- Sept-Saulx
- Trépail
- Vadenay
- Val-de-Vesle
- Vaudemange
- Vaudesincourt
- Verzenay
- Verzy
- Ville-en-Selve
- Villers-Allerand
- Villers-Marmery